# Baeus anelosimus
Baeus anelosimus är en stekelart som beskrevs av Margaría och Marta Susana Loiácono 2006. Baeus anelosimus ingår i släktet Baeus och familjen Scelionidae. Inga underarter finns listade.